# Schochidia
Schochidia is een geslacht van kevers uit de familie bladsprietkevers (Scarabaeidae). Het geslacht werd voor het eerst wetenschappelijk beschreven in 1898 door Berg.

## Soorten
- Schochidia chlorotica (Schoch, 1898)